# Hong Kong Open 2018
L'Hong Kong Open 2018, anche conosciuto come Prudential Hong Kong Tennis Open per motivi di sponsorizzazione, è stato un torneo di tennis giocato sul cemento. Questa è stata la 9ª edizione dell'evento e fa parte della categoria International del WTA Tour 2018. L'Hong Kong Open si è giocato dall'8 al 14 ottobre 2018 al Victoria Park di Hong Kong.

## Partecipanti

### Teste di serie
| Country   | Player           | Rank1 | Seed |
| --------- | ---------------- | ----- | ---- |
| Ucraina   | Elina Svitolina  | 5     | 1    |
| Giappone  | Naomi Ōsaka      | 8     | 2    |
| Lettonia  | Jeļena Ostapenko | 13    | 3    |
| Spagna    | Garbiñe Muguruza | 15    | 4    |
| Ucraina   | Lesja Curenko    | 27    | 5    |
| Cina      | Wang Qiang       | 28    | 6    |
| Australia | Dar'ja Gavrilova | 33    | 7    |
| Francia   | Alizé Cornet     | 39    | 8    |

* Ranking al 1º ottobre 2018.

### Altre partecipanti
Le seguenti giocatrici hanno ricevuto una wild card per il tabellone principale:
- Eudice Chong
- Priscilla Hon
- Zhang Ling

La seguente giocatore è entrata in tabellone tramite il ranking protetto:
- Kristína Kučová

Le seguenti giocatrici sono passate dalle qualificazioni:

- Nao Hibino
- Ons Jabeur
- Lesley Pattinama Kerkhove
- Bibiane Schoofs
- Sabina Sharipova
- Fanny Stollár

Le seguenti giocatrici sono entrate in tabellone come lucky loser:
- Caroline Dolehide
- Julia Glushko
- Viktorija Tomova

### Ritiri
Prima del torneo
- Ekaterina Makarova → sostituita da  Caroline Dolehide
- Naomi Ōsaka → sostituita da  Julia Glushko
- Bernarda Pera → sostituita da  Luksika Kumkhum
- Lesja Curenko → sostituita da  Viktorija Tomova
- Sachia Vickery → sostituita da  Kristína Kučová

## Campionesse

### Singolare
Dajana Jastrems'ka ha battuto in finale  Wang Qiang con il punteggio di 6-2, 6-1.
- È il primo titolo in carriera per Jastrems'ka.

### Doppio
Samantha Stosur /  Zhang Shuai hanno battuto in finale  Shūko Aoyama /  Lidzija Marozava con il punteggio di 6-4, 6-4.